# Giuseppe Concone
Giuseppe Concone né le 12 septembre 1801 à Turin et mort le 6 juin 1861 dans le même ville est un compositeur et un professeur de musique et de chant italien.

## Biographie
Faute de rencontrer le succès en Italie Concone quitte son pays pour s'établir en France en 1837. Il réside tantôt Paris, tantôt en province. Ses compositions rencontrent un certain succès ainsi qu'en témoigne l'article de presse d'Hippolyte Prévost :M. Concone a consacré des facultés éminentes à la musique de chambre, dont, depuis quelques années, il s’est efforcé d'agrandir incessamment le cadre. Aussi ses duos, devenus en quelque sorte classiques, fournissent-ils aujourd'hui une part riche et abondante au répertoire de la musique de concert et de salon. Les sujets de chaque pièce, toujours bien choisis et soigneusement traités.... Mais sa renommée est essentiellement due à ses talents de professeur. Il  publie, soit pour le chant soit pour le piano, un grand nombre de compositions.
De retour à Turin  à l'issue de la révolution de 1848, Concone y reste. il écrit un opéra, Graziella, qu'il ne réussit pas à faire représenter. La charge d'organiste de la chapelle royale lui est confiée et il est nommé chevalier de l'Ordre de Saint-Maurice et Saint-Lazare.

## Œuvres

### Opéra
Graziella, opéra en 3actes, texte de  Marcelliano Marcello [S. Richault, Paris, 1851] lire en ligne sur Gallica

### Études et leçons

#### Études pour piano
15 études brillantes pour le piano  [1er cahier, oeuvres. posthumes, Léon Grus, Paris 1864] lire en ligne sur Gallica
15 Etudes de style pour piano... Op. 31 :[ 5e livre  A. Grus aîné, Paris, 1850] lire en ligne sur Gallica
25 études mélodiques, faciles et progressives pour le piano composées pour les petites mains, op. 24 [Alex. Grus, Paris, 1841] lire en ligne sur Gallica
Méthode élémentaire pour piano, op. 47 [A. Grus, Paris, 1854] lire en ligne sur Gallica
20 études sentimentales pour piano, sur les plus jolies mélodies de Fr. Schubert, op. 54

#### Chants
Introduction à l'art de bien chanter, méthode élémentaire de chant... suivie de vocalisations extraites des ouvrages de Rossini  [S. Richault, Paris] lire en ligne sur Gallica
50 leçons de chant pour le médium de la voix avec accompagnement de piano, en 2 Suites, op. 9. Numéro 1 [S. Richault, Paris, 1843] lire en ligne sur Gallica
40 nouvelles leçons de chant spécialement composées pour voix de basse ou baryton avec accompagnement de piano, 1er livre [S. Richault, Paris, 1843] lire en ligne sur Gallica
25 leçons de chant pour le médium de la voix en vocalises d'une moyenne difficulté avec accompagnement de piano, 3e livre faisant suite aux 50 premières leçons, op. 10  Richault, Paris, 1851] lire en ligne sur Gallica
25 leçons de chant pour 2 voix de femmes composées de 15 leçons faciles et progressives suivies de 10 petits duos avec accompagnement de piano op. 43 [S. Richault, Paris, 1867] lire en ligne sur Gallica
Exercices pour 2 voix de femmes avec accompagnement de piano op. 14 [S. Richault, Paris, 1851] lire en ligne sur Gallica
24 leçons de solfège pour voix de contralto ou de basse-taille [S. Richault, Paris] lire en ligne sur Gallica
15 Vocalises pour contralto avec accompagnement de piano [S. Richault, Paris, 1843] lire en ligne sur Gallica

### Autres compositions
Les Larmes du Christ sur la croix,  Mystère en trois parties, à 4 voix avec chœur et accompagnement  de piano, paroles de Charles-Hippolyte Vilain [ S. Richault, Paris, 1843] lire en ligne sur Gallica
Les Brises du Printemps Nocturne à 2 voix. Paroles d' Édouard Plouvier, [S. Richault, Paris, 1853] lire en ligne sur Gallica
Messe solennelle pour deux ténors et basse, ou soprano, contralto et basse, avec accompagnement d'orgue ou d'orchestre, 2 violons, alto, basses, 2 clarinettes, 2 cors, 2 bassons, flûtes, trompettes, timballes et trombones ad libitum [S. Richault, Paris, 1855] lire en ligne sur Gallica
Walter Scott lyrique, collection de morceaux dramatiques, [airs, duos, nocturnes etc avec accompagnement de piano, sur des sujets tirés des principaux romans de Walter Scott]